# Lacs Kawartha
Cet article concerne un ensemble de lacs canadiens. Pour la municipalité, voir l’article Kawartha Lakes (Ontario).
Les lacs Kawartha sont un ensemble de lacs situés au centre-sud de la province canadienne de l’Ontario. "Kawartha" vient du mot ojibwé "Ka-wa-tha" (dérivant de "Ka-wa-tae-gum-maug" ou Gaa-waategamaag), qui signifie eaux scintillantes. Certains lacs font partie de la voie navigable Trent-Severn, qui relie le lac Ontario au lac Huron.
Les lacs sont:
- Lac Canal (A)
- Lac Mitchell (B)
- Lac Balsam (C)
- Lac Cameron (E)
- Lac Sturgeon (Esturgeon) (F)
- Lac Pigeon (G)
- Lac Buckhorn (H)
- Lac Lower Buckhorn (K)
- Lac Chemong (J)
- Lac Stony (L)
- Lac Clear (M)
- Lac Katchewanooka (N)
- Lac Rice (R)

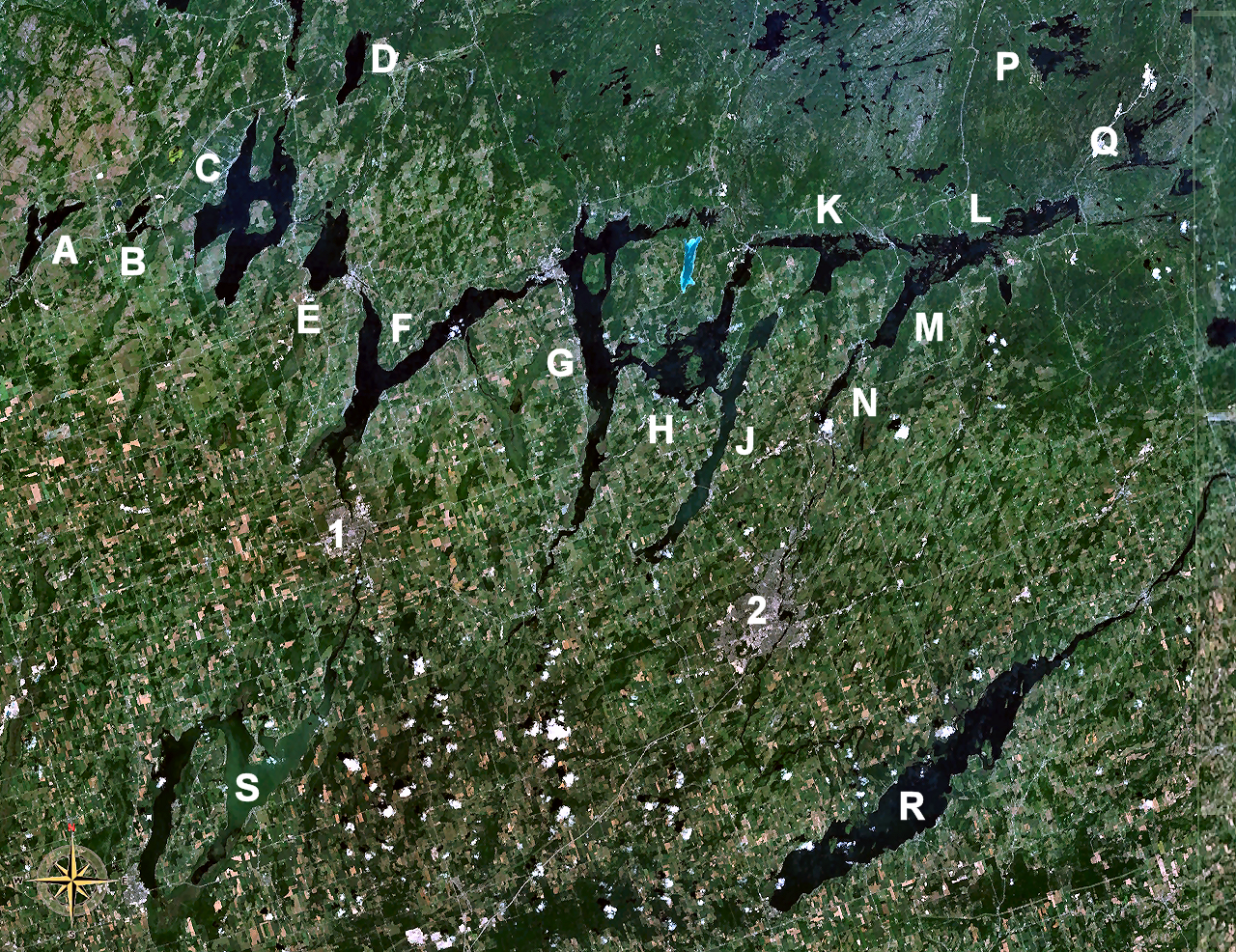
Lacs Kawartha

Le Lac Scugog (S) est au sud-ouest. Les lacs Catchacoma, Wolf, Mississauga, Gold, Sucker, et Anstruther sont au nord-est. Tous ces lacs ne sont en général pas associés aux lacs Kawartha bien qu’ils soient dans la même zone géographique.